# De bonte bollen
De bonte bollen is het tweehonderdvijfenveertigste stripverhaal uit de reeks van Suske en Wiske. Het is geschreven en getekend door Paul Geerts. Het werd gepubliceerd in De Standaard en Het Nieuwsblad van 22 juli 1998 tot en met 9 november 1998. De eerste uitgave in de Vierkleurenreeks was op 5 mei 1999, met albumnummer 260. 
Dit verhaal speelt in de op dat moment aanstaande millenniumwisseling, de overgang naar het jaar 2000, waarmee tevens de 21e eeuw begon. De beelden die de vrienden zien in de bonte bollen verwijzen hiernaar.

## Locaties
Dit verhaal speelt zich af op de volgende locaties:
- Spanje, Bilbao met het Guggenheim Museum, de Pyreneeën, Pamplona

## Personages
In dit verhaal komen de volgende personages voor:
- Suske, Wiske, tante Sidonia, Lambik, Jerom, professor Barabas, postbode, taxichauffeur, boeren, politie, doktoren, piloot, Lovamoer

## Uitvindingen
In dit verhaal speelt de volgende uitvinding mee:
- de teletijdmachine (kan nu ook signalen uit de ruimte ontvangen).

## Het verhaal
Suske, Wiske en Lambik maken een fietstocht, Lambik wil de kinderen cultuur bijbrengen. Als de vrienden uitrusten op een terras belt tante Sidonia, ze kan professor Barabas al enige dagen niet bereiken, en ze besluiten op de terugweg langs het laboratorium te fietsen. Professor Barabas vertelt dat hij de teletijdmachine verbeterd heeft, de machine kan nu ook signalen vanuit de ruimte opvangen. Als de vrienden thuiskomen zien ze dat tante Sidonia dolblij is, ze heeft een prijs gewonnen met een wedstrijd, een reis voor twee personen naar het Guggenheim Museum in Bilbao. Samen met Wiske gaat ze erheen. In het museum wordt Wiske weggevoerd door bonte bollen, en er verschijnen bonte bollen in de cabine van de teletijdmachine. Tante Sidonia volgt Wiske in een taxi, maar omdat ze geen geld heeft wordt ze achtergelaten en ze loopt naar een haciënda. Ze koopt een oude auto en rijdt richting de Pyreneeën, maar botst tegen een boom en komt in het ziekenhuis terecht. Suske en Lambik vliegen meteen naar Pamplona en bezoeken tante Sidonia in het ziekenhuis. Jerom en professor Barabas volgen in een vrachtauto, de professor wil zijn teletijdmachine uittesten, en ze merken wat een vrachtwagenchauffeur dagelijks meemaakt. Op hun weg gebeuren mysterieuze dingen, maar ze komen toch in Pamplona aan en gaan met hun vrienden op zoek naar Wiske in de Pyreneeën. 's Nachts ziet Suske een enorme Wiske, ze vertelt dat ze niet echt is en wijst hem naar een rots met een schapenkop. Suske belt zijn vrienden met zijn mobiele telefoon en dan opent de rots zich met een hydraulisch mechanisme en Wiske komt naar buiten. Wiske stelt Suske voor aan haar vrienden, die laten beelden zien van hun eigen planeet en ze vertellen dat ze op elke planeet een basis hebben. De bonte bollen bestaan uit alle informatie die de mensheid verzameld heeft. Ze laten beelden van de laatste honderd jaar zien, een schone wereld die veranderde door de industriële revolutie, de eerste en Tweede Wereldoorlog, de atoombom, twee derde van de wereldbevolking lijdt honger en er is een wapenwedloop. Ook zijn er problemen door de chemische industrie, vervuilende auto's en bergen vuilnis en de toekomst zal niet veel goed brengen als de mens zo doorgaat. IJskappen smelten en miljoenen mensen zullen dood gaan door nieuwe oorlogen en ondergelopen land. De bollen brengen de vrienden terug naar Pamplona en tante Sidonia blijkt wonderbaarlijk hersteld te zijn. De vrienden gaan naar huis en Wiske viert haar verjaardag met alle kinderen uit de buurt, Lambik moet aan het einde het afval van het feestje sorteren.